# Väisälänsaari
Väisälänsaari är en ö i Finland. Den ligger i sjön Puula och i kommunen Hirvensalmi i den ekonomiska regionen  S:t Michel och landskapet Södra Savolax, i den södra delen av landet, 210 km nordost om huvudstaden Helsingfors. Öns area är 34,77 kvadratkilometer och dess största längd är 13 kilometer i nord-sydlig riktning.